# Salmi Morse
Salmi Morse (* 1826 in Norwich, England; † 21. Februar 1884 in New York City) war Unternehmer und Theatermacher. Ein von ihm verfasstes Passionsspiel war in den Vereinigten Staaten umstritten.

## Herkunft und Lebensstationen
Salmi Morse war als Sohn jüdischer Eltern geboren, die ihren zweiten Sohn Samuel oder Solomon Moss nannten. Später nannte er sich Salmi. Sein frühes Leben war sehr bewegt. Gemeinsam mit seinem Bruder zog er 1850 zum Goldrausch nach Kalifornien. Von dort führte sein Weg bald nach Australien, als dort 1851 das erste Wort vom Goldfund fiel. Er verließ bald die Arbeit im Goldbergbau und leitete stattdessen Melbournes Criterion Hotel. 1853 führte er dort die Innovation der "amerikanischen" Bartender ein, die sich nach dem traditionellen Bild von Uncle Sam kleideten. Das Hotel in der australischen Metropole verfügte auch über ein Varieté-Theater mit einem Fassungsvermögen von etwa 500 Personen. Morses Arbeit im Theater nahm möglicherweise hier ihren Anfang.
Morse behauptete später, nach der Zeit in Melbourne mit der britischen Armee im Krimkrieg gedient zu haben. Seine zukünftige Frau, Harriet Jay Elliot, behauptete jedoch, dass er nie Soldat war, sondern Angestellter ihres Vaters in einem Geschäft in Konstantinopel. Nach einer kurzen Zeit in England kehrte Morse 1858 nach San Francisco zurück.
Er kaufte eine Ranch in Mendocino County und heiratete Harriet in einer Zeremonie in einer methodistischen Kirche. Das Paar verkaufte die Ranch 1879 und zog zurück nach San Francisco. 1877 hatte Morse die Theatermacher James Herne, David Belasco und Tom Maguire kennengelernt. 1879 erlangte er mit The Passion Berühmtheit, weil es in der Öffentlichkeit als blasphemisch kritisiert wurde.
Morse beging während der New Yorker Proben für The Passion Selbstmord. Obwohl er in einer evangelischen Kirche geheiratet hatte und Verfasser eines Bibeldramas war, wurde er ohne religiöse Zeremonie bestattet.

## Passionsspiel und Kontroverse
The Passion: A Miracle Play in 10 Acts wurde während der Fastenzeit des Jahres 1879 in San Francisco uraufgeführt. Vom katholischen Klerus erfolgte ausdrückliche Förderung; Erzbischof Joseph S. Alemany hat sogar einige Textstellen selber ergänzt. Die Zeitung San Francisco Chronicle kritisierte die Aufführung allerdings aufs Schärfste. Der Vater von Eugene O’Neill, James O’Neill, spielte Christus; David Belasco wirkte als Produzent. Mit der Zeit kamen bessere Besprechungen vom Chronicle, aber die Kontroverse setzte sich fort; James O’Neill wurde verhaftet und musste $50 Strafgeld bezahlen, weil er Christus dargestellt hat. Eine geplante New Yorker Aufführung musste im Folgejahr aufgrund öffentlicher Proteste abgesagt werden.

## Werke
- A Bustle Among Petticoats
- Anno Domini 1900
- On the Yellowstone
- The Passion: A Miracle Play in 10 Acts
- Außerdem war Morse eine Zeit lang Herausgeber von The Wasp, einer illustrierten satirischen Zeitung.